# Даси (Пермский край)
Даси — деревня в составе Сивинского района в Пермском крае.

## Географическое положение
Деревня расположена в северной части района на расстоянии менее 1 километра на юго-восток от села Екатерининское.

## Климат
Климат умеренно-континентальный с продолжительной снежной зимой и коротким, умеренно-теплым летом. Среднегодовая температура + 1,7оС. Средняя температура июля составляет +17,7оС, января −15,1оС. Среднее годовое количество осадков составляет 586 мм.

## История
Известна с 1782 года. До 2021 года входит в состав Екатерининского сельского поселения Сивинского района. Предполагается, что после упразднения обоих муниципальных образований войдёт в состав Сивинского муниципального округа.

## Население
Постоянное население составляло 47 человека в 2002 году (96 % русские), 29 человек в 2010 году.